# Roger Lorin
Pour les articles homonymes, voir Lorin.
Roger Lorin est un artiste peintre et sculpteur français né en 1931 à Sulignat.

## Biographie
Il grandit dans la région aux multiples étangs de la Dombes dans l'Ain.
Après l’École normale, les Beaux-Arts et l’école nationale supérieure de l’enseignement technique, il obtient l’agrégation en arts plastiques. De retour d'Algérie où il a effectué son service militaire pendant la guerre, il est nommé professeur à Voiron. C’est alors qu’il acquiert le prieuré de Chirens et engage toute son énergie et sa foi à le restaurer avec l’aide de ses élèves.
Roger Lorin poursuit en parallèle une carrière internationale et expose notamment à Barcelone et aux États-Unis.
Il crée, en parallèle le Festival de Musique de Chambre du Prieuré de Chirens et ouvre les portes du Prieuré Roman de Chirens au public lors d'expositions d'art plastique.
Roger Lorin est décédé en 1991. Plusieurs hommages lui sont rendus cette année-là, notamment au Musée Mainssieux de Voiron qui accueille des œuvres de Roger Lorin, possédées par le Musée d'art contemporain de Grenoble.
Le lycée Ferdinand Buisson, la "Nat", où il exerçait en tant que professeur, lui rend également hommage au mois de septembre 1991 et ouvre exceptionnellement ses portes, au public et aux nombreux élèves encore marqués par la personnalité et le charisme de cet artiste pédagogue.